# 解放者玻利瓦爾市

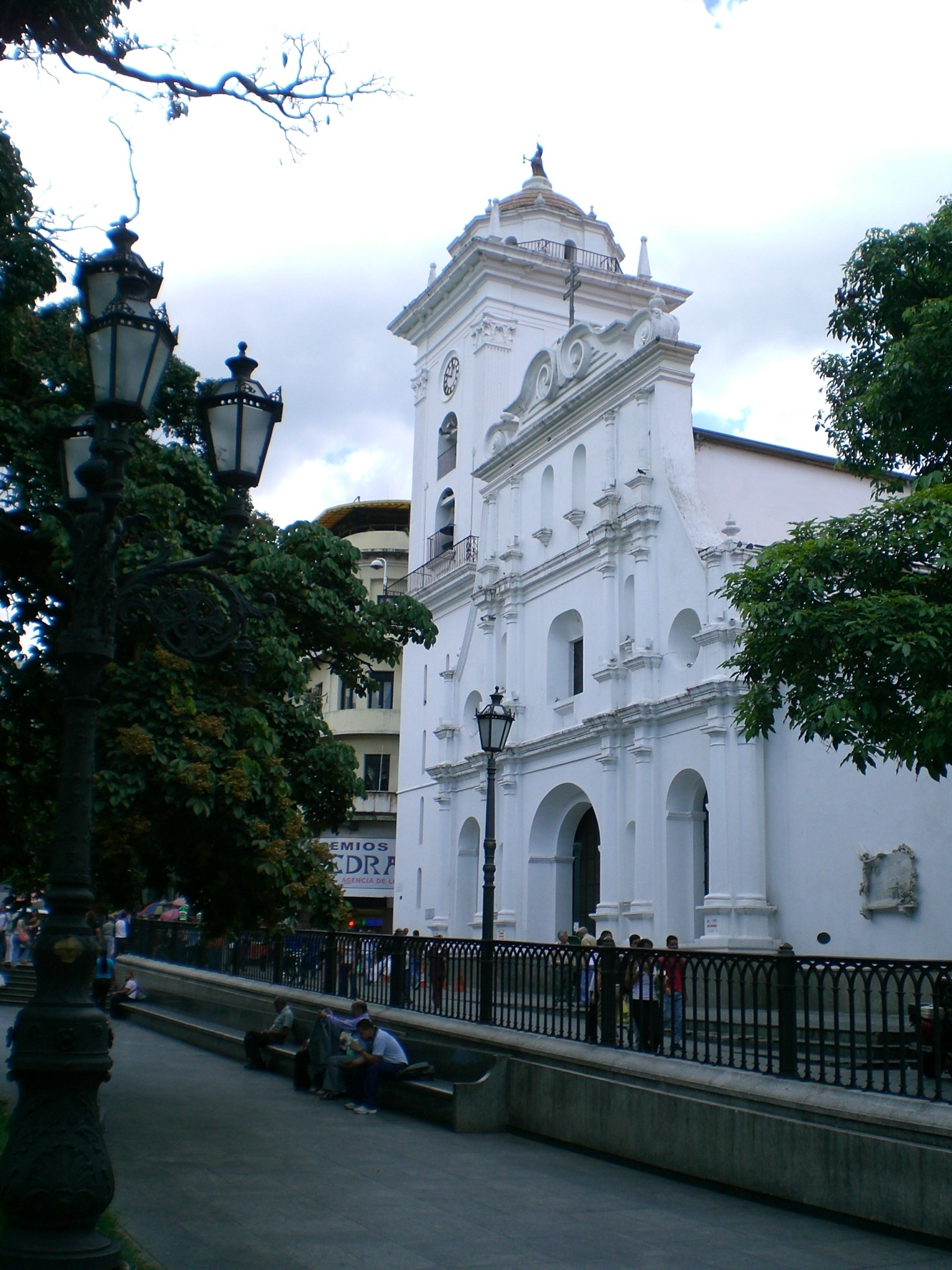

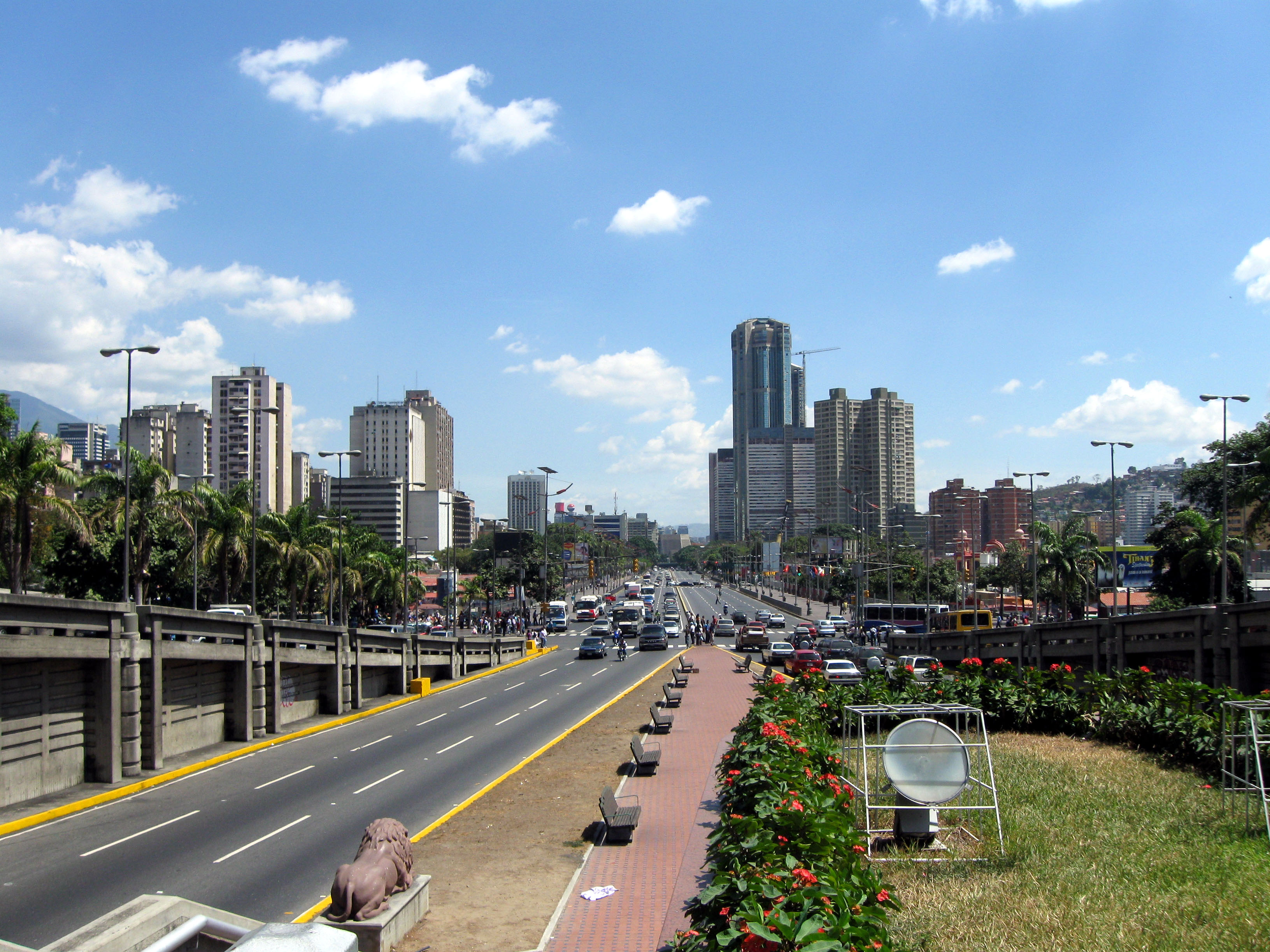

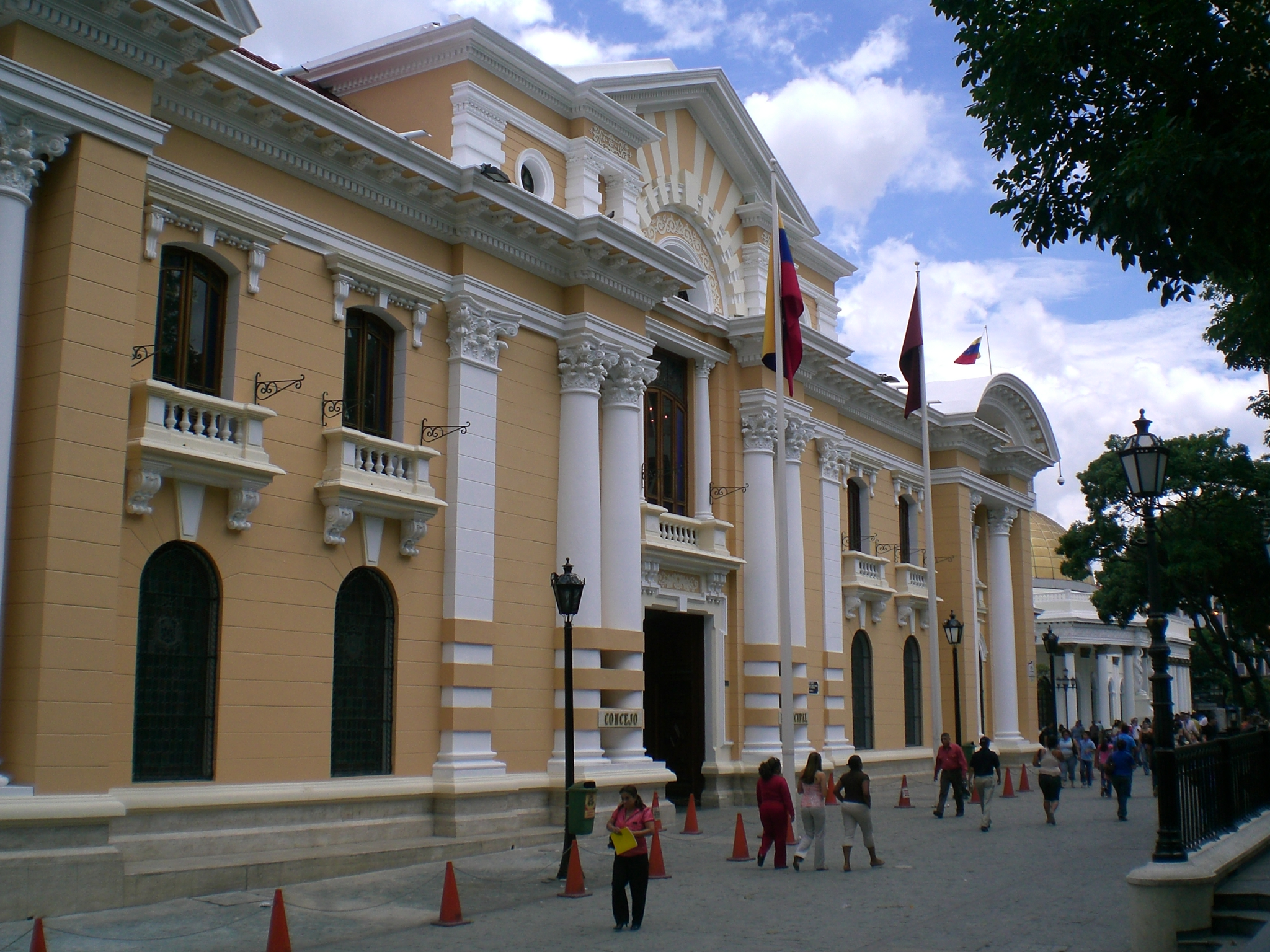

解放者玻利瓦爾市（西班牙語：Municipio Libertador de Caracas），是委內瑞拉的一個市鎮，位於該國北部聯邦區，始建於1567年7月25日，面積433平方公里，海拔高度900米，2012年人口2,114,871，人口密度為每平方公里4,884.23人。
10°30′21″N 66°54′52″W / 10.50583°N 66.91444°W